# Renovación Valdostana
Renovación Valdostana (Renouveau Valdôtain) (RV) fue un partido político italiano socioliberal del valle de Aosta.
Fue fundado en 2006 como una escisión de Unión Valdostana (UV), liderado por el ex-residente regional Carlo Perrin, con la intención de estrechar lazos con el centro-izquierda italiano de La Unión.
En las elecciones generales de 2006, RV fue miembro de la coalición Autonomía Libertad Democracia (ALD), junto con Demócratas de Izquierda (DS), Democracia es Libertad-La Margarita (DL), Valle de Aosta Vivo (VdA), Adelante Valle, el Partido de la Refundación Comunista, la Federación de los Verdes y otros partidos menores. ALD obtuvo un diputado, Roberto Rolando Nicco (DS), y un senador, Carlo Perrin. 
En las elecciones regionales de 2008 RV formó una lista conjunta con Valle de Aosta Vivo (VdA), logrando la lista el 12,5% de los votos y 5 diputados regionales (de 35), de los cuales 3 eran de RV. Sin embargo ALD fue duramente derrotado por Valle de Aosta Autonomía Progreso Federalismo (APF).
En febrero de 2010, RV acordó fusionarse en un nuevo partido llamado Autonomía Libertad Participación Ecología (ALPE), junto con VdA, Alternativa Verde (AVdA) y otros grupos de centro-izquierda.
- Datos: Q941434